# 西城 (印地安納州)

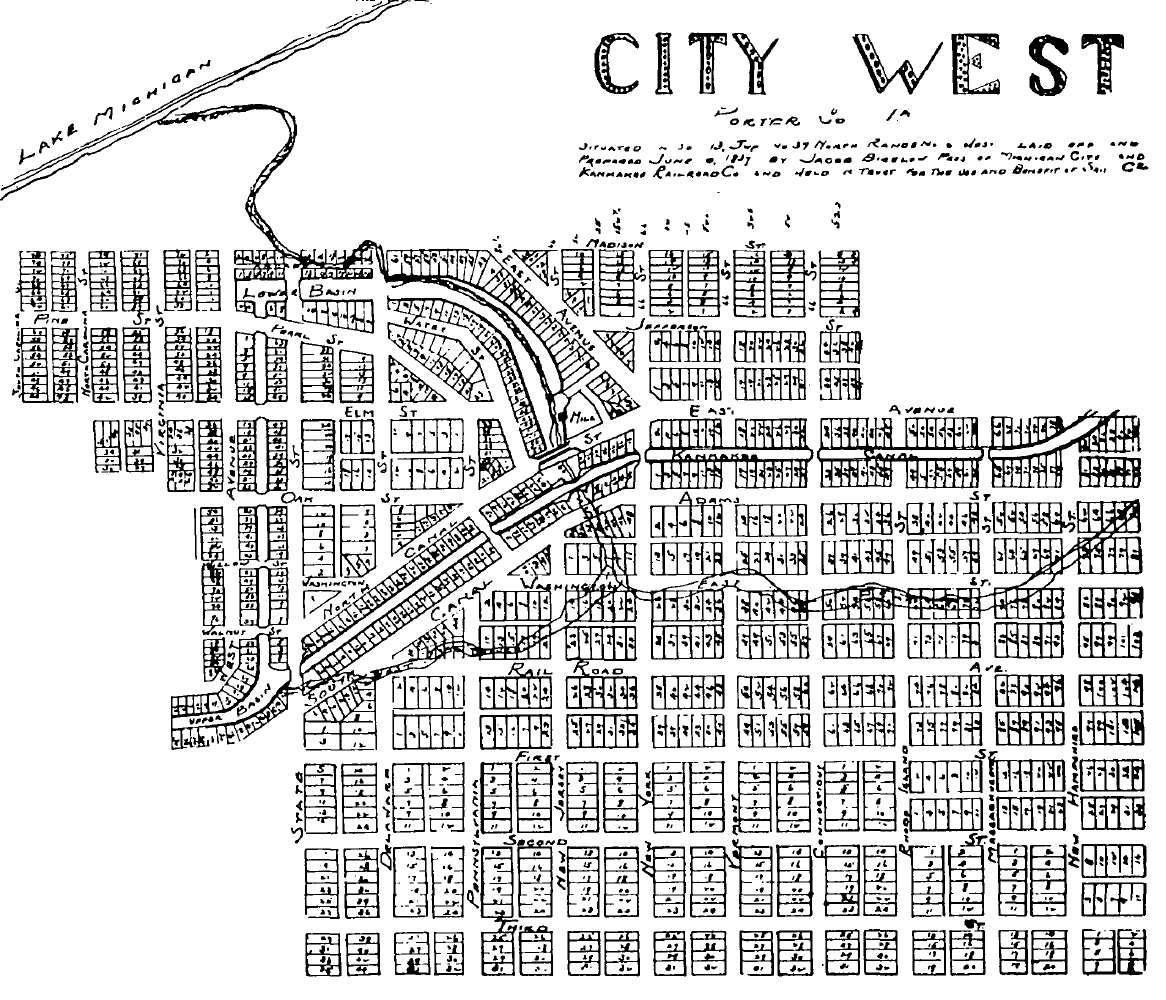
印地安納州西城的規劃圖，由其创始人之一雅各布·比奇洛（Jacob Bigelow）於1837年繪製。

西城（英語：City West）是美国印地安納州波特县的一个村庄，位于印第安纳州密歇根市以西约10英里的密歇根湖的岸邊。 它位于福特溪（沙丘溪）的河口， 同時也位于佩提特堡舊址附近。  
1836年，雅各布·比奇洛（Jacob Bigelow）、威廉·莫尔斯（William Morse）、雅各布·霍巴特（Jacob Hobart）和勒维特·布拉德利（Leverett Bradley）建立了这个小镇。到1839年9，10月份，由于1837年金融恐慌，银行要求其偿还贷款，而美国联邦政府也没有拨出承诺的资金在密歇根湖上靠近福特溪的口子上建一个港口。那時小镇已经完全废弃。

## 註腳
1. ↑  . Valparaiso Vidette-Messenger. August 18, 1936: 12  [2020-08-16]. （原始内容存档于2016-03-04）.
2. ↑  . Save the Dunes Council.   [March 4, 2014]. （原始内容存档于2014-04-26）.